# Gestreepte baardkoekoek
De gestreepte baardkoekoek (Nystalus striolatus) is een vogel uit de familie Bucconidae (baardkoekoeken).

## Verspreiding en leefgebied
Deze soort komt voor in het westelijk, zuidwestelijk en oostelijk Amazonebekken en telt twee ondersoorten:
- N. s. striolatus: westelijk Amazonebekken.
- N. s. striolatus torridus: Pará (het noordelijke deel van Centraal-Brazilië).

## Status
De grootte van de populatie is niet gekwantificeerd maar de soort wordt omschreven als tamelijk algemeen. Op de Rode lijst van de IUCN heeft deze soort de status niet bedreigd.

## Externe link

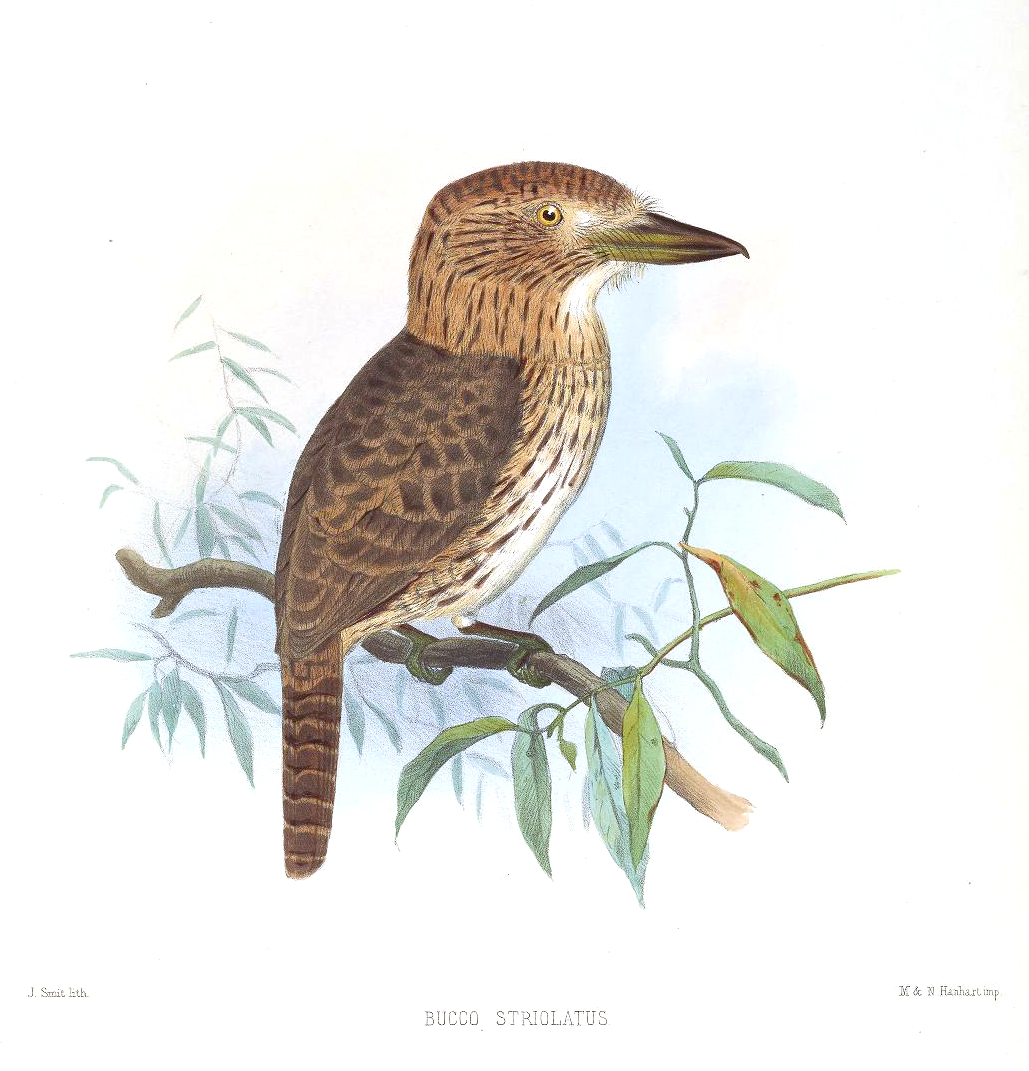